# Elissa Khoury
Elissa Khoury, connue sous le nom d'Elissa (إليسا) est une chanteuse libanaise. Elle est née le 27 octobre 1971 à Deir el Ahmar au Liban. Elle a vendu à ce jour plus de 45 millions d'albums. En 2005, 2006 et 2010, elle reçoit le prix de la meilleure chanteuse du Moyen-Orient aux World Music Awards.

## Biographie
Née en 1971, d'un père libanais et d'une mère syrienne-libanais , Elissa Khoury est issue d'une famille chrétienne. Elle est diplômée en sciences politiques de l'Université libanaise. Elle commence une carrière dans la chanson au début des années 1990, avec l'émission Studio el Fann (Studio de l'art). Sa première apparition sur la télévision a lieu en 1992.
Après une longue absence entre 1992 et 1998, elle revient dans le monde de la musique avec son premier album Baddy Doub, de style arabo-espagnol, en 1999.
Ce premier album se vend à plus de 150 000 copies au Liban et au Moyen-Orient. L'artiste de flamenco Gérard Ferrer participe à cet album. Elle réalise un vidéoclip de la chanson Baddy Doub. Cet album comporte 8 chansons originales et 2 remix orientaux.
En 2000, son second album W'akherta Ma'ak, vendu à plus de 200 000 exemplaires, inclut un duo avec Ragheb Alama pour la chanson Betghib Betrouh qui contribue beaucoup à augmenter sa popularité.
Son troisième album, Ayshalak, daté de 2002, connaît un grand succès et fait d'elle une star. En 2003 est enregistré un clip vidéo de la chanson Ajmal Ehhsas incluse dans cet album. La même année, Elissa Khoury enregistre la chanson Lebanese Night avec le chanteur irlandais Chris De Burgh.
Son quatrième album Ahla Donya sort en 2004, c'est l'un des albums les plus vendus au Moyen-Orient avec plus de 3 400 000 exemplaires. C'est le premier album qu'elle sort après sa signature de contrat avec la chaîne musicale panarabe Rotana. L'album est élu meilleur album du Monde arabe par le World Music Awards en août 2005. Elissa réalise plusieurs vidéoclips, notamment pour les chansons Erga'a Li Sho'o, Kouli Yom Fi O'mri et Hobbak Waja'a.
Durant les années 2004-2005, Elissa Khoury est l'une des égéries de la marque Pepsi avec qui elle tourne trois publicités. Elle représente aussi la marque de lunettes de soleil Vogue.
Son cinquième album, Bastanak, se vend en 2006 à 3 700 000 exemplaires. Elle est la rivale d'autres chanteuses arabes comme Nancy Ajram, Nawal Al Zoghby, Najwa Karam, Myriam Fares et Haifa Wehbe. À la suite de la sortie de l'album, elle gagne pour la deuxième fois le World Music Awards pour la meilleure chanteuse au Moyen-Orient et pour le meilleur album. Elle réalise deux vidéoclips pour des titres de cet album, pour la chanson Bastanak et la chanson Law Ta'arafou. En 2006, Elissa Khoury participe à plusieurs publicités pour Pepsi avec la chanteuse américaine Christina Aguilera.
En 2006 aussi, Elissa Khoury enregistre un duo avec le chanteur de raï algérien Cheb Mami sur le titre Halili.
Vers la fin de l'année 2007, son sixième album Ayami Beek sort et rencontre à nouveau le succès. L'album a globalement un aspect romantique et calme. Il contient 11 chansons, dont Awakher El Chita, pour laquelle elle réalise un vidéoclip en 2009, et Betmoun, pour laquelle elle réalise un vidéoclip en 2008.
En 2008, Elissa Khoury sort son propre parfum en France qui s'appelle « Elle d'Elissa » en collaboration avec Georges Stahl.
En février 2009, Elissa Khoury réalise un duo avec le chanteur libanais Fadel Chaker, une chanson sous le titre Jouwa El Rouh.
Vers la fin de l'année 2009, Elissa Khoury sort son septième album sous le nom Tisadaq Bemeen qui contient 13 chansons dont la chanson A'a Bali Habibi, un grand succès dans le monde arabe. Elle réalise un clip pour cette chanson en 2010. Elissa reçoit plusieurs trophées en 2010, notamment le  Murex d'Or et le Jordan Music Awards pour la meilleure chanteuse arabe et le World Music Awards pour le meilleur album. En été 2011, elle fait le vidéo clip de la chason-titre de l'album, Tisadaq Bemeen.
Le 19 juin 2012, Elissa Khoury sort son huitième album, après deux ans et demi d’absence, intitulé Asa'ad Wahda. L'album figure pour la première fois sur le classement Billboard World Albums en treizième position. En janvier 2013, elle sort le vidéoclip de la chanson-titre As'ad Wahda.
En 2013, elle participe à l'édition arabe du programme mondial The X Factor comme membre du jury.
Durant cette année, Elissa reçoit le trophée du Murex d'Or pour la septième fois pour son album Asa'ad Wahda. Au mois d'août 2013, Elissa réalise son deuxième vidéoclip qui porte sur la chanson Te'ebet Mennak.
Depuis, elle sort les albums Halet Hob en 2014, Saharna Ya Leil en 2016 et Ila Kol Elli Bihebbouni en 2018, tous figurant sur le classement Billboard World Albums, en troisième, cinquième et dixième position respectivement.

## Discographie
- 1998 - Baddy Doub - Je veux fondre
- 2000 - W'akherta Ma'ak - Et la fin avec toi
- 2002 - Ayshalak   - Je vis pour toi
- 2004 - Ahla Donya - La plus belle vie
- 2006 - Bastanak   - Je t'attends
- 2007 - Ayami Beek - Mes jours avec toi
- 2009 - Tesadaq Bimeen - En qui crois-tu
- 2012 - As'ad Wahda - La plus heureuse
- 2014 - Halet Hob - Un état d'amour
- 2016 - Saharna Ya Lail - Nous avons veillé ô soir
- 2018 - Ila Kol Elli Bihebbouni - À tous ceux qui m'aiment
- 2020 - Sahbet Raey - Une femme de principe
- 2024 - Ana Sekketen - Mes deux façettes

## Clips
- Krahni
- Ila Kol Elli Bihebbouni
- Aaks Elli Shayfenha
- Saharna Ya Lail
- Halet Hob
- Ya Merayti
- Hob Kol Hayati
- Ta'ebt Mennak
- Assad Wahda
- A'a Bali Habibi
- Tessada Bemeen
- Hobak Waja
- Awakher Al Shita
- Bastanak
- Betmoun
- Law Taarefou
- Irga Lel Shouq
- Koli Youm Fi Omri
- Agmal Ehsas
- Ayshalak
- Betghib Betrouh (ft. Ragheb Alama)
- Baddi Doub
- Lebanese Night (ft. Chris de Burgh)